# 순경

순경의 계급장

순경(巡警, Patrol Officer)은 경찰관 계급 최초 임용 시 부여받게 되는 계급으로, 비간부(치안 실무자)에 속한다.
공무원의 9급 서기보,, 소방관의 경우 소방사, 국군 부사관의 하사, 장교의 소위와 동급이다.

## 보직
| - 경찰청, 경찰서, 기동대 - 수사부서의 수사관 (일명 형사) - 교통부서의 내근 혹은 외근(교통경찰) - 각종 경찰 내외근,민원업무 부서의 실무자 - 경찰서 소속 지구대, 파출소의 순찰팀원 - 기동단 소속 기동대원(집회및시위 관리) | - 해양경찰청 - 지방해양경찰청 - 해양경찰서 - 해양파출소 - P정 항해사 - 기관사(중형함정 및 대형함정 서무, 안전팀원, 갑판원) | 자치순경 |

### 자치순경

제주자치순경의 계급장